# شفتر (تگزاس)
شفتر (به انگلیسی: Shafter) یک منطقهٔ مسکونی در ایالات متحده آمریکا است که در شهرستان پرسدیو، تگزاس واقع شده‌است. شفتر ۱٬۱۸۹ متر بالاتر از سطح دریا واقع شده‌است.